# Changjun (sockenhuvudort i Kina, Jiangxi Sheng, lat 28,87, long 115,71)
Changjun är en sockenhuvudort i Kina. Den ligger i provinsen Jiangxi, i den sydöstra delen av landet, omkring 26 kilometer nordväst om provinshuvudstaden Nanchang. Antalet invånare är 7 497. Befolkningen består av 3 721 kvinnor och 3 776 män. Barn under 15 år utgör 27,0 %, vuxna 15-64 år 60 %, och äldre över 65 år 12,0 %.
Runt Changjun är det mycket tätbefolkat, med 4 343 invånare per kvadratkilometer. Närmaste större samhälle är Makou, 11,1 km norr om Changjun. Trakten runt Changjun består till största delen av jordbruksmark.
Genomsnittlig årsnederbörd är 2 096 millimeter. Den regnigaste månaden är juni, med i genomsnitt 340 mm nederbörd, och den torraste är oktober, med 36 mm nederbörd.